# 로레다나 디누
로레다나 디누(루마니아어: Loredana Dinu, 1984년 3월 2일 ~ )는 루마니아의 펜싱 선수로 결혼 전 성은 이오르더키오이우(루마니아어: Iordăchioiu)이다. 2012년 하계 올림픽의 여자 에페 단체전에서 교체 요원으로 출전하였다.